# 北海道2歳優駿
北海道2歳優駿（ほっかいどうにさいゆうしゅん）は、ホッカイドウ競馬で2019年まで施行されていた地方競馬の重賞競走（ダートグレード競走、JpnIII）である。農林水産大臣より寄贈賞を、道新スポーツより優勝杯の提供を受け、名称は「農林水産大臣賞典 道新スポーツ杯 北海道2歳優駿」と表記されていた。
2019年の副賞は農林水産大臣賞、株式会社北海道新聞HotMedia賞、日本中央競馬会理事長賞、日本馬主協会連合会長奨励賞、一般社団法人日本地方競馬馬主振興協会会長賞、地方競馬全国協会理事長賞、北海道知事賞。

## 概要
1974年に北海道3歳優駿（ほっかいどうさんさいゆうしゅん）の名称で創設された、サラブレッド系3歳（現表記2歳）馬の重賞競走。施行場は1988年まで札幌競馬場（ダート1200m）で定着していたが、その後開催日程に左右されたびたび変更された後、1997年より門別競馬場（ダート1800m）で概ね定着、併せて全国交流のダートグレード競走としてGIIIに格付けされた。2001年から、馬齢表記変更に際し現名称に変更された。
2020年より本競走を発展させ「JBC2歳優駿」が新設された。JBC競走は持ち回り開催が原則となっているが、当面の間は門別競馬場で行われる。
全日本2歳優駿（JpnI、川崎競馬場）のトライアル競走に指定され、優勝馬には全日本2歳優駿への優先出走権が与えられていた（地方所属馬に限る）。
ダートグレード競走に変更された1997年から2018年の優勝馬は、中央競馬所属馬が11勝、地方所属馬が11勝（すべてホッカイドウ競馬所属）となっている。

### 条件・賞金等（2019年）
出走資格
サラブレッド系2歳、出走枠はホッカイドウ競馬所属馬6頭、地方他地区所属馬4頭、中央競馬所属馬4頭と定められている。
- サンライズカップで上位2着までに入った馬に優先出走権がある。

負担重量
定量。55kg、牝馬1kg減（南半球産3kg減）。
賞金額
1着2500万円、2着500万円、3着375万円、4着250万円、5着125万円。
優先出走権付与
優勝した地方競馬所属馬には全日本2歳優駿の優先出走権が付与される。

### 過去の副賞
本競走は2001年から2011年までスタリオンシリーズ競走に指定されており、優勝馬の馬主には特定種牡馬の次年度種付権が副賞として贈られていた。
- サンデーサイレンス （2001年）
- フジキセキ （2002年）
- ダンスインザダーク （2003年 - 2005年）
- キングカメハメハ （2006年 - 2007年）
- ダイワメジャー（2008年 - 2011年）

## 歴史
- 1974年 - サラブレッド系3歳（現2歳）馬の重賞・北海道3歳優駿として創設。札幌競馬場・ダート1200mで施行。
- 1989年 - この年より1996年まで、施行場が函館競馬場・岩見沢競馬場・帯広競馬場と数年ごとに変更された。距離も競馬場にあわせ1600-1800mとなり、以後中距離で定着する。
- 1997年
  - 中央競馬・全国地方競馬指定交流競走に指定。ダートグレード競走として統一GIIIに格付けされる。
  - 施行場・距離を門別競馬場・ダート1800mに変更。
- 2001年 - 馬齢表記変更に伴い、現在の名称に変更。
- 2006年 - 札幌競馬場のダート1700mで施行（2007年まで）。
- 2007年 - 国際セリ名簿基準委員会（ICSC）の勧告により、格付表記をJpnIIIに変更。
- 2008年 - 施行場・距離が再び門別競馬場・ダート1800mに戻る。
- 2018年 - 1着がウィンターフェル、2着がイグナシオドーロと着順が確定し勝馬投票券の払い戻しが行われたが、写真判定で1着と2着を逆に発表してしまう誤審が発覚した。競走成績は正しい到達順位に変更されたが、勝馬投票券は競馬法の規定により誤審があった当初の着順で払い戻しが行われた。[6][7]。また、正しい到達順位の勝馬投票券についても払戻金相当額が支払われた。

### 歴代優勝馬
優勝馬の馬齢は2000年まで旧表記、2001年以降は現表記｡
第1回から第23回までは北海道ローカル重賞、第24回からダートグレード競走。
競走名は第1回から第27回まで「北海道3歳優駿」、第28回以降は「北海道2歳優駿」｡
Rは2歳コースレコード。全てダートコースでの施行。
| 回数   | 施行日         | 競馬場 | 距離  | 頭数 | 優勝馬             | 性齢 | 所属   | タイム  | 優勝騎手   | 管理調教師 | 馬主                                 |
| ------ | -------------- | ------ | ----- | ---- | ------------------ | ---- | ------ | ------- | ---------- | ---------- | ------------------------------------ |
| 第1回  | 1974年9月21日  | 札幌   | 1200m | 12頭 | シヨウマリヤ       | 牝3  | 北海道 | 1:14.1  | 伊藤隆志   | 鈴木亮平   |                                      |
| 第2回  | 1975年10月20日 | 札幌   | 1200m | 12頭 | カネヤマサウンド   | 牝3  | 北海道 | 1:13.1  | 千島武司   | 千島一巳   |                                      |
| 第3回  | 1976年10月16日 | 札幌   | 1200m | 12頭 | カミノカチドキ     | 牡3  | 北海道 | 1:12.9  | 千島武司   | 戸野塚郁郎 |                                      |
| 第4回  | 1977年10月15日 | 札幌   | 1200m | 14頭 | タクマイチフジ     | 牡3  | 北海道 | 1:13.5  | 山下信雄   | 中村光春   |                                      |
| 第5回  | 1978年10月15日 | 札幌   | 1200m | 16頭 | ミスミネタカ       | 牝3  | 北海道 | 1:13.0  | 山下信雄   | 林正夫     |                                      |
| 第6回  | 1979年10月21日 | 札幌   | 1200m | 11頭 | トカチオーカン     | 牡3  | 北海道 | 1:13.6  | 米川伸也   | 手島健児   |                                      |
| 第7回  | 1980年9月21日  | 札幌   | 1200m | 9頭  | ダイワキミコ       | 牝3  | 北海道 | 1:13.3  | 須藤三千夫 | 石本義孝   |                                      |
| 第8回  | 1981年10月21日 | 札幌   | 1200m | 10頭 | テスコウルフ       | 牡3  | 北海道 | 1:15.1  | 伊藤隆志   | 鈴木亮平   |                                      |
| 第9回  | 1982年10月6日  | 札幌   | 1200m | 10頭 | モミジビユーテイー | 牝3  | 北海道 | 1:15.4  | 松本隆宏   | 鈴木権四郎 |                                      |
| 第10回 | 1983年10月9日  | 札幌   | 1200m | 14頭 | エスコート         | 牝3  | 北海道 | 1:13.9  | 原孝明     | 佐藤二郎   |                                      |
| 第11回 | 1984年10月7日  | 札幌   | 1200m | 11頭 | フシミイチジヨウ   | 牝3  | 北海道 | 1:15.4  | 高岡秀行   | 成田春男   |                                      |
| 第12回 | 1985年9月16日  | 札幌   | 1200m | 9頭  | トムロイヤル       | 牝3  | 北海道 | 1:13.5  | 佐々木一夫 | 佐藤二郎   |                                      |
| 第13回 | 1986年9月28日  | 札幌   | 1200m | 16頭 | フエリーナイト     | 牝3  | 北海道 | 1:13.5  | 佐々木一夫 | 佐藤二郎   | 近藤克夫                             |
| 第14回 | 1987年10月20日 | 札幌   | 1200m | 11頭 | マルスクラウン     | 牝3  | 北海道 | 1:13.1  | 佐々木一夫 | 須藤三千夫 | 森宇め                               |
| 第15回 | 1988年8月30日  | 札幌   | 1200m | 12頭 | ドクタースパート   | 牡3  | 北海道 | R1:11.8 | 佐々木一夫 | 成田春男   | 松岡悟                               |
| 第16回 | 1989年11月2日  | 帯広   | 1700m | 11頭 | テツセンスーパー   | 牡3  | 北海道 | 1:49.0  | 松田路博   | 石本義孝   | 齊藤哲重                             |
| 第17回 | 1990年11月8日  | 函館   | 1700m | 12頭 | ダンサーズクロス   | 牡3  | 北海道 | 1:48.0  | 國信満     | 鈴木亮平   | 伊藤昭次                             |
| 第18回 | 1991年11月7日  | 函館   | 1700m | 12頭 | スガノスキー       | 牡3  | 北海道 | 1:47.9  | 柳沢好美   | 成田春男   | 菅原元秀                             |
| 第19回 | 1992年11月4日  | 岩見沢 | 1600m | 12頭 | スイートビクトリア | 牝3  | 北海道 | 1:46.5  | 川島洋人   | 鈴木英二   | 白瀬常雄                             |
| 第20回 | 1993年11月3日  | 帯広   | 1700m | 12頭 | クラシャトル       | 牝3  | 北海道 | 1:50.3  | 小野望     | 後條雄作   | 倉見眞實                             |
| 第21回 | 1994年11月10日 | 帯広   | 1800m | 12頭 | スイートイブン     | 牝3  | 北海道 | 2:00.3  | 宮崎光行   | 鈴木英二   | 白瀬常雄                             |
| 第22回 | 1995年11月22日 | 帯広   | 1800m | 10頭 | マイネルバルーン   | 牡3  | 北海道 | R1:55.6 | 川島洋人   | 鈴木英二   | 岡田美佐子                           |
| 第23回 | 1996年11月7日  | 帯広   | 1700m | 12頭 | タイセイリーフ     | 牡3  | 北海道 | 1:50.2  | 坂下秀樹   | 松田路博   | 齊藤哲重                             |
| 第24回 | 1997年12月10日 | 門別   | 1800m | 12頭 | マイネルクラシック | 牡3  | JRA    | 1:55.9  | 佐藤哲三   | 中村均     | （株）サラブレッドクラブ・ラフィアン |
| 第25回 | 1998年11月23日 | 門別   | 1800m | 14頭 | キングオブサンデー | 牡3  | JRA    | R1:50.8 | M.ロバーツ | 森秀行     | 鈴木義孝                             |
| 第26回 | 1999年11月25日 | 門別   | 1800m | 14頭 | タキノスペシャル   | 牡3  | 北海道 | 1:55.2  | 井上俊彦   | 高岡秀行   | 小滝渉                               |
| 第27回 | 2000年11月23日 | 門別   | 1800m | 14頭 | ムガムチュウ       | 牡3  | JRA    | 1:54.5  | 藤田伸二   | 清水出美   | 寺田寿男                             |
| 第28回 | 2001年11月21日 | 門別   | 1800m | 13頭 | フェスティバル     | 牝2  | JRA    | 1:56.8  | 小野次郎   | 伊藤圭三   | （有）グランド牧場                   |
| 第29回 | 2002年11月14日 | 門別   | 1800m | 12頭 | ブラックミラージュ | 牡2  | 北海道 | 1:53.7  | 武豊       | 林正夫     | 黒岩晴男                             |
| 第30回 | 2003年10月29日 | 門別   | 1800m | 14頭 | アドマイヤホープ   | 牡2  | JRA    | 1:55.1  | 武豊       | 橋田満     | 近藤利一                             |
| 第31回 | 2004年11月9日  | 門別   | 1800m | 11頭 | モエレアドミラル   | 牡2  | 北海道 | 1:57.8  | 千葉津代士 | 堂山芳則   | 中村和夫                             |
| 第32回 | 2005年10月27日 | 門別   | 1800m | 14頭 | エイティジャガー   | 牡2  | 北海道 | 2:00.1  | 佐々木国明 | 恵多谷豊   | 前田篤久                             |
| 第33回 | 2006年10月26日 | 札幌   | 1700m | 13頭 | トップサバトン     | 牡2  | 北海道 | 1:48.7  | 井上俊彦   | 国信満     | 木谷ツヤ                             |
| 第34回 | 2007年10月25日 | 札幌   | 1700m | 11頭 | ディラクエ         | 牡2  | 北海道 | R1:47.0 | 山口竜一   | 成田春男   | 吉田照哉                             |
| 第35回 | 2008年10月30日 | 門別   | 1800m | 12頭 | メトロノース       | 牡2  | JRA    | 1:54.5  | 武豊       | 安田隆行   | （有）キャロットファーム             |
| 第36回 | 2009年11月5日  | 門別   | 1800m | 13頭 | ビッグバン         | 牡2  | 北海道 | 1:53.4  | 桑村真明   | 角川秀樹   | （有）グランド牧場                   |
| 第37回 | 2010年11月4日  | 門別   | 1800m | 12頭 | カネマサコンコルド | 牡2  | 北海道 | 1:55.3  | 宮崎光行   | 堂山芳則   | 前田政雄                             |
| 第38回 | 2011年11月10日 | 門別   | 1800m | 14頭 | オーブルチェフ     | 牡2  | JRA    | 1:53.1  | 中舘英二   | 萩原清     | 前田幸治                             |
| 第39回 | 2012年11月8日  | 門別   | 1800m | 10頭 | アルムダプタ       | 牡2  | JRA    | 1:53.5  | 幸英明     | 五十嵐忠男 | 崎川美枝子                           |
| 第40回 | 2013年11月7日  | 門別   | 1800m | 12頭 | ハッピースプリント | 牡2  | 北海道 | 1:52.5  | 宮崎光行   | 田中淳司   | （有）辻牧場                         |
| 第41回 | 2014年11月6日  | 門別   | 1800m | 12頭 | ディアドムス       | 牡2  | JRA    | 1:54.9  | 三浦皇成   | 高橋裕     | ディアレスト                         |
| 第42回 | 2015年11月5日  | 門別   | 1800m | 10頭 | タイニーダンサー   | 牝2  | 北海道 | 1:55.7  | 桑村真明   | 角川秀樹   | （有）グランド牧場                   |
| 第43回 | 2016年11月1日  | 門別   | 1800m | 13頭 | エピカリス         | 牡2  | JRA    | 1:54.6  | C.ルメール | 萩原清     | （有）キャロットファーム             |
| 第44回 | 2017年10月31日 | 門別   | 1800m | 9頭  | ドンフォルティス   | 牡2  | JRA    | 1:55.5  | 武豊       | 牧浦充徳   | 山田貢一                             |
| 第45回 | 2018年11月1日  | 門別   | 1800m | 13頭 | イグナシオドーロ   | 牡2  | 北海道 | 1:54.1  | 阿部龍     | 角川秀樹   | （有）グランド牧場                   |
| 第46回 | 2019年10月31日 | 門別   | 1800m | 14頭 | キメラヴェリテ     | 牡2  | JRA    | 1:56.2  | 福永祐一   | 中竹和也   | 加藤誠                               |

### 各回競走結果の出典
- 北海道2歳優駿 歴代優勝馬（地方競馬全国協会）